# Eintracht Trewir
SV Eintracht Trewir 05 – jest niemieckim klubem piłkarskim z siedzibą w Trewirze.

## Historia
Eintracht Trewir został założony w 1906 jako Fußball Club Moselland 06 Trier. W 1920 klub połączył się z FV Fortuna 1910 Trier, tworząc Vereinigte Rasenspieler 1906 Trier. W 1921 klub połączył się z SV Alemannia 1909 Trier, tworząc SV Eintracht 06 Trewir. Klub Trier FC został założony 11 marca 1905. W 1911 klub zmienił nazwę na Sport-Verein 05 Trier. W 1930 połączył z dwoma innymi klubami: Fußballverein Kürenz i Polizei SV Trier tworząc SV Westmark 05 Trier.
W 1943 oba kluby połączyły się ze sobą, tworząc KSG Eintracht/Westmark Trewir. Po II wojnie światowej kluby ponownie działały samodzielnie, by 11 marca 1948 ponownie się połączyć, tworząc SV Eintracht Trier 05. Od 1963 klub występował w Regionallidze Südwest, a od 1973 w Amateurlidze Rheinland. W 1976 klub po raz pierwszy awansował do rozgrywek 2. Bundesligi.
W 2. Bundeslidze Eintracht występował przez 5 lat, najwyżej plasując się na 8. pozycji w 1981, kiedy to wskutek braku licencji został zdegradowany do Oberligi. W III lidze klub występował do 2002, kiedy to powrócił do 2. Bundesligi. W swoim pierwszym sezonie Eintracht zajął najwyższe w swojej historii 7. miejsce. W 2005 klub zajął 15. miejsce w lidze i został zdegradowany do Regionalligi. W 2006 klub spadł do Oberligi, lecz po 2 latach powrócił do Regionalligi, w której występuje do chwili obecnej.

## Sukcesy
- 8 sezonów w 2. Bundeslidze: (1976/1977-1980/1981, 2002/2003-2004/2005)
- Mistrzostwo Niemiec amatorów: 1988, 1989
- Puchar Nadrenii-Palatynatu (9): 1982, 1984, 1985, 1990, 1997, 2001, 2007, 2008, 2009

## Trenerzy
- Mario Basler (2009-2010)
- Roland Seitz (2010-)